# Heterandria bimaculata
 Heterandria bimaculata és un peix de la família dels pecílids i de l'ordre dels ciprinodontiformes.

## Morfologia
Els mascles poden assolir els 7 cm de longitud total i les femelles els 15.

## Distribució geogràfica
Es troba a Centreamèrica: des de Mèxic fins a Belize, Hondures i Guatemala.